# Paracelsus-Bad (stacja metra)
Paracelsus-Bad – stacja metra w Berlinie na linii U8, w dzielnicy Reinickendorf, w okręgu administracyjnym Reinickendorf. Stacja została otwarta w 1987. Wejścia do podziemi znajdują się przy skrzyżowaniach ulic: Lindauer Allee, Roedernallee, Teichstraße.